# 밀로너 잭슨
밀로나 잭슨(Milauna Jackson)은 미국의 배우이다.
시카고에서 태어났다.

## 영화
- 브라더 2 (2000년)
- 세이브 더 라스트 댄스 (2001년)
- 블러드 두 사인 마이 네임 (2010년)
- 픽스 (2008년)

## 텔레비전
- 피어 팩터
- 콜드 케이스
- 위드아웃 어 트레이스
- 덱스터 (드라마)
- 플래시포워드 (드라마)
- NCIS (드라마)
- 리졸리 앤 아일스
- 스파이크 리
- 범죄의 재구성 (드라마)
- 시카고 PD
- FBI (드라마)
- 굿 닥터 (2017년 드라마)
- 로앤오더